# Acroceratitis maculata
Acroceratitis maculata är en tvåvingeart som beskrevs av Premlata och Singh 1988. Acroceratitis maculata ingår i släktet Acroceratitis och familjen borrflugor. Inga underarter finns listade i Catalogue of Life.